# 鄒俊英
鄒俊英（Chew Choon Eng，1976年5月28日—）是一名已退役馬來西亞男子羽球運動員，出生於檳城。 
1999年，鄒俊英與左會漪一起贏得東南亞運動會羽毛球比賽混合雙打金牌。在2001年世界羽球錦標賽上，他與陳重名一起獲得了男子雙打季軍。兩人曾參加2004年夏季奧林匹克運動會羽毛球比賽男子雙打項目，在首輪比賽中擊敗希臘組合，但在十六強賽輸給中國的鄭波/桑洋組合而遭到淘汰。
鄒俊英曾代表馬來西亞參加2002年湯姆斯盃。在對陣印尼的決賽中，他與陳重名擔任第一雙打，輸給陳甲亮/西吉特·布迪亞托組合。最終馬來西亞以2-3輸掉比賽而獲得亞軍。